# تشرنا هورا (ناحیه بلانسکو)
تشرنا هورا (ناحیه بلانسکو) (به چکی: Černá Hora) یک منطقهٔ مسکونی در جمهوری چک است که در ناحیه بلانسکو واقع شده‌است. تشرنا هورا ۱٬۹۲۶ نفر جمعیت دارد.